# 2025년 4월 죽음
다음은 2025년 4월에 사망한 저명한 인물 목록이다.
- 4월 1일
  - 대한민국의 언론인 남시욱
  - 브라질의 축구선수 레안드로 도밍게즈
  - 미국의 영화배우 발 킬머
- 4월 2일 - 라오스의 제4대 국가주석 캄타이 시판돈
- 4월 3일 - 독일의 귀족 안드레아스 폰 작센코부르크고타 공작
- 4월 5일
  - 이탈리아의 영화배우 안토넬로 파사리
  - 러시아의 음악가 파샤 테크닉
  - 핀란드의 스키선수 헤이키 하수
- 4월 6일
  - 미국의 드럼연주자 클렘 버크
  - 미국의 천문학자 제러마이아 P. 오스트라이커
  - 미국의 영화배우 제이 노스
  - 태국의 가수 퐁시 워라눗
- 4월 7일 - 미국의 영화배우 조이 D. 비에이라
- 4월 8일
  - 도미니카공화국의 야구인 토니 블랑코
  - 미국의 영화배우 니키 캣
- 4월 9일
  - 대한민국의 목사 김신조
  - 미국의 영화배우 멜 노박
  - 대한민국의 무용가 문병남
  - 대한민국의 야구인 박상열
  - 캐나다의 교수 존 반 시터스
- 4월 10일
  - 미국의 싱어송라이터 니노 템포
  - 프랑스의 주교 르네 뒤퐁
  - 네덜란드의 축구인 레오 베인하커르
  - 영국의 소설가 피터 러브시
- 4월 11일 - 자메이카의 가수 맥스 로미오
- 4월 13일
  - 잉글랜드의 영화배우 진 마시
  - 페루의 작가 마리오 바르가스 요사
  - 미국의 정치인 리처드 아미티지
- 4월 14일
  - 미국의 영화배우 소피 니와이더
  - 말레이시아의 제5대 총리 압둘라 아맛 바다위
  - 대한민국의 소설가 서정인
  - 대한민국의 기업인 이용태
- 4월 15일 - 폴란드의 영화배우 야드비가 얀코프스카치에실라크
- 4월 16일
  - 가봉의 축구선수 아론 부펜자
  - 필리핀의 영화배우 노라 아노르
  - 대한민국의 정치인 조찬형
- 4월 17일 - 세르비아의 작가 류보미르 시모비치
- 4월 18일
  - 일본의 야구선수 고야마 마사아키
  - 일본의 정치인 이와쿠라 히로후미
  - 크로아티아의 축구인 니콜라 포크리바치
- 4월 19일 - 독일의 페어스케이터 타실로 티르바흐
- 4월 20일
  - 대한민국의 정치인 김찬진
  - 독일의 축구인 베르너 로란트
- 4월 21일
  - 미국의 영화배우 윌 허친스
  - 바티칸 시국의 제266대 가톨릭 교황 교황 프란치스코
- 4월 22일
  - 대한민국의 축구선수 강지용
  - 대한민국의 정치인 김두현
  - 미국의 영화배우 라 파크 링컨
- 4월 23일 - 튀니지의 정치인 푸아드 메바자
- 4월 25일
  - 캘리포니아주의 운동가 버지니아 주프레
  - 미국의 정치인 알렉시스 허먼
  - 중화인민공화국의 정치인 우구이셴
- 4월 26일 - 일본의 슈퍼센티네리언 하야시 오카기
- 4월 27일
  - 대한민국의 미술가 강서경
  - 일본의 경주마 리버티 아일랜드
  - 미국의 농구인 리처드 바넷
  - 미국의 영화배우 코라 수 콜린스
- 4월 28일 - 미국의 영화배우 프리실라 포인터
- 4월 30일
  - 대한민국의 영화감독 박희곤
  - 수리남의 제7대 대통령 윌러스 베이던보스
  - 브라질의 슈퍼센티네리언 이나 카나바로 루카스